# Работки
Работки (рос. Работки) — село в Кстовському районі Нижньогородської області Російської Федерації.
Населення становить 2151 особу. Входить до складу муніципального утворення Работкинська сільрада.

## Історія
Від 2009 року входить до складу муніципального утворення Работкинська сільрада.

## Населення
| 1959 | 2002  | 2010  |
| ---- | ----- | ----- |
| 3077 | ↘2195 | ↘2151 |